# Симу
Сѝму (на гръцки: Σίμου) е село в Кипър, окръг Пафос. Според статистическата служба на Република Кипър през 2001 г. селото има 171 жители.
Намира се на 5 км северозападно от Фити.